# Volvo B10L
Volvo B10L är ett busschassi med lågt golv avsett för stadsbruk, tillverkat av Volvo Bussar.
Chassit, som från början endast fanns tillgängligt med två axlar, togs fram 1993 och började serietillverkas 1995. Ett treaxlat ledbusschassi, kallat Volvo B10LA, togs fram 1995 och började serietillverkas 1996. Ledbusschassit var Volvos första med lågt golv och drivning på den bakersta axeln. Volvo B10L/LA togs fram för att Volvo mer på allvar skulle kunna konkurrera med låggolvsbussar som till exempel Neoplan N4014/N4016/N4021 och Mercedes-Benz O405N/O405GN, framförallt på den europeiska kontinenten där lågentrébussar vid tiden ännu inte hade slagit igenom, men även för att man ville ha en buss för renodlat stadsbruk och full tillgänglighet.
Motorn är en baktill, till vänster i färdriktningen längsmonterad och liggande rak 6-cylindrig förbränningsmotor på 9,6 liter, vanligen med diesel eller bio-/naturgas som drivmedel. Två exemplar i Stockholm och ett exemplar Göteborg hade etanoldrift. Kylaren är monterad till höger om motorn, antingen vertikalt eller horisontellt beroende på om det finns en in-/utgång bakom bakersta axeln eller inte. De tidigaste årgångarna har vertikalt monterad kylare oavsett dörrkonfiguration.
Golvet i mittgången inne i bussar som bygger på Volvo B10L/LA saknar i regel helt trappsteg, vilket underlättar passagerarflödet genom bussarna och även tillgängligheten jämfört med lågentrebussar som har ett eller flera trappsteg i mittgången till den bakre delen. Golvet sluttar dock uppåt lite strax framför den bakersta axeln och golvet bakom bakaxeln är lite upphöjt för att ge plats åt den liggande motorns komponenter. Det är då ett trappsteg vid in-/utgången allra längst bak om sådan finns. Vissa bussar har ett lite högre golv bakom bakersta axeln, och har därmed två mindre trappsteg i mittgången precis ovanpå bakersta bakaxeln. Dessa saknar i alla utföranden dörrar bakom bakersta axeln.
Efterträdaren till de dieseldrivna Volvo B10L och B10LA presenterades runt 1998 och började tillverkas under 1999. Detta chassi kallas Volvo B7L och har en kompaktare men lika kraftig 7-litersmotor monterad stående längst bak på vänster sida och ett lägre, planare golv i mittgången genom hela bussen och vid samtliga dörrar i och med att många komponenter placerades vid motorn på vänster sida istället för under golvet. Gasversionen av ledbusschassit Volvo B10LA togs fram i samband med att de dieseldrivna Volvo B10L- och B10LA-chassina togs ur produktion 1999.
Uppföljaren till gasdrivna B10L och dieseldrivna B7L blev Volvo B9L som kunde erbjudas både i dieselutförande och gasutförande.

## I trafik

### Sverige
I Sverige har busstypen funnits i många olika städer, från Luleå i norr till Malmö i söder.
Karossen till de flesta Volvo B10L/LA i Sverige tillverkades i Säffle, hos Säffle Karosserifabrik, vilken efter 1998 kom att kallas Volvo 5000. Denna byggdes i Aluminium. Fram till 1998 levererades även ett antal bussar byggda med Carrus-kaross i rostfritt stål.

#### Stockholm
De allra första exemplaren av B10L att rulla i Stockholms innerstad var två normallånga etanolbussar med Volvo 5000-kaross i SL Buss-serien 4031–4032, dessa fick SL-littera H50E. Dessa byggdes senare om till att gå på dieselolja och flyttades i samband med detta bort från innerstaden.
När biogasbussar först infördes i Stockholms innerstad 2004 införskaffade dåvarande Busslink 11 stycken gasledbussar av typen Volvo B10LA i serien 5378–5388. Dessa kompletterades 2005 av 9 gasledbussar av samma sort i serien 7001–7009. Dessa gick under hela sin tid hos SL på olika blåbusslinjer i innerstaden, främst på linjerna 2 och 3, och var stationerade på Söderhallens bussdepå som ansvarade för dessa linjer. Samtliga Volvobussar, inkluderat den nyare serien 7010–7030 bestående av ledade Volvo 7500-gasbussar från 2007, ställdes av och utrangerades sommaren 2014 efter att Keolis förnyat sitt kontrakt för innerstadstrafiken. Volvo B10LA-ledbussarna i serierna 5378–5388 liksom 7001–7009 var de allra sista i sitt slag att tas ur trafik i Sverige. Samtliga ersattes av gasledbussar av typ MAN Lion's City.
I övriga delar av länet har Volvo B10L och B10LA med dieseldrift funnits i varierad skala.

#### Göteborg
Dåvarande Swebus införskaffade sin allra första större serie bussar av denna sort 1997 för trafiken i Göteborg. Dessa utgjordes av normallånga liksom dieseldrivna ledbussar med Carrus-, respektive Säffle 5000-karosser. De kompletterades 1998 av fler ledbussar av samma sort. Runt 2001 kom 13 gasledbussar. I januari 2003 införskaffade Göteborgs spårvägar (GS) 17 biogasledbussar med Volvo 5000-kaross i serien 901–917 för stombusslinjerna i Göteborg. Dessa kompletterades 2004, när GS utökade sin busstrafik, av 30 likadana bussar i serien 918–947, i samband med detta togs 4 stycken över från Swebus, vilka hamnade i GS-serien 948–951. Man importerade även några normallånga dieselbussar från Danmark. Bussarna från 1997–2003 hade enbart stombusslackering medan bussarna från 2004 samt de f.d. Swebus-bussarna både hade stombuss- och vanlig Västtrafiklackering. Bussarna från Danmark hade endast Västtrafiklackering. Den första serien som kom 2003 (901–917) fasades ut och lämnades tillbaka till Volvo redan 2008 på grund av en massa fel på bussarna och ersattes av dieseldrivna bussar av typen Volvo 7500 med B9S-chassi. Även 948–951 gjorde en förhållandevis kort karriär hos GS. Den sista serien (918–947) försvann 2012. Ett antal bussar skrotades men några fick nya liv i Polen och Ukraina. Övriga B10L som rullat då Swebus körde stora delar av trafiken flyttades till andra regioner.
Källa:
En normallång etanolbuss, framtagen i experimentellt syfte fanns också, Swebus 4400.

#### Skåne
I Region Skåne har det funnits ett antal bussar av både normallång och ledad sort både med Volvo 5000- och Carruskarosser. De första exemplaren var normallånga bussar och levererades 1995–1997, dessa kompletterades senare av ett antal gasledbussar. De allra flesta bussar av typen Volvo B10L/LA som gick i trafik i Skåne hade gasdrift och var stationerade i Malmö, Lund och Kristianstad. Några exemplar med dieseldrift var stationerade i Helsingborg och Kristianstad.

#### Östergötland
I Östergötlands län har denna busstyp varit vanlig i Norrköping och Linköping, i Linköping fanns normallånga bussar såväl som gasledbussar av varierande årsmodeller och i Norrköping fanns ett stort antal normallånga gasbussar av framförallt årsmodell 2004. Samtliga hade Volvo 5000-karosser. De allra sista bussarna av den sistnämnda sorten och årsmodellen togs ur trafik sommaren 2020 och var då de allra sista Volvo B10L att tas ur trafik i Sverige. De gick på slutet främst som spårvagnsersättning.

#### Eskilstuna
I Eskilstuna fanns ett antal framförallt normallånga Volvo 5000-bussar med Volvo B10L-chassi och gasdrift. De sista av dessa, vilka var av 2004-års modell, togs ur trafik under första halvan av 2020 och var tillsammans med Norrköpings sista exemplar de allra sista Volvo B10L att tas ur trafik i Sverige.

#### Jönköping
I Jönköping har det funnits ett antal dieseldrivna Volvo B10LA-ledbussar med Volvo 5000-kaross, dessa var av årsmodell 1996 och gick främst på olika stombusslinjer i staden.

#### Örebro
I Örebro fanns ett antal dieseldrivna normallånga bussar med Volvo 5000-kaross av årsmodell 1995.

#### Luleå
I Luleå fanns det ett antal dieseldrivna normallånga Volvo B10L med Volvo 5000-kaross av årsmodell 1996 i trafik hos LLT, dessa var unika eftersom de var de enda Volvo B10L med Säfflekaross i Sverige och världen med dörrkonfiguration 2-1-1, dvs dubbeldörrar längst fram, och enkeldörrar i mitten och längst bak.

#### Uppsala
I Uppsala fanns fem stycken dieseldrivna normallånga Volvo B10L-bussar med Säffle 5000-kaross av årsmodell 1996. Dessa gick i Uppsalas stadsbusstrafik och fanns i GUB-serien 300–304. De gick i trafik till försommaren 2008 och ställdes därefter av. Efter att ha stått avställda en tid exporterades samtliga exemplar till olika länder i Östeuropa.

### Övriga länder
I Norge fanns, liksom i Sverige, bussar byggda med Volvo 5000-kaross. I Danmark och Storbritannien tillverkades Volvo 5000-liknande karosser för respektive marknader. I Finland och andra länder på den europeiska kontinenten fanns från 1998 även en kaross kallad Volvo 7000, senare 7700. Denna efterträdde den Carruskaross som tidigare även fanns tillgänglig i Sverige. I många olika länder, såväl som i Europa som på andra kontinenter, fanns olika lokala tillverkare som byggde kompletta bussar på Volvo B10L/LA-chassit. Till exempel belgiska Jonckheere. Volvo B10L och B10LA fanns både som höger- och vänsterstyrda. Bussar med dessa chassin såldes främst i Europa men ett antal levererades även till Australien.

## Dubbeldäckare
Det fanns även en högerstyrd dubbeldäckad version kallad B10TL med tvärställd motor och korta karossöverhäng. Denna kallas Volvo Super Olympian och var endast tillgänglig i länder med vänstertrafik.

## Galleri

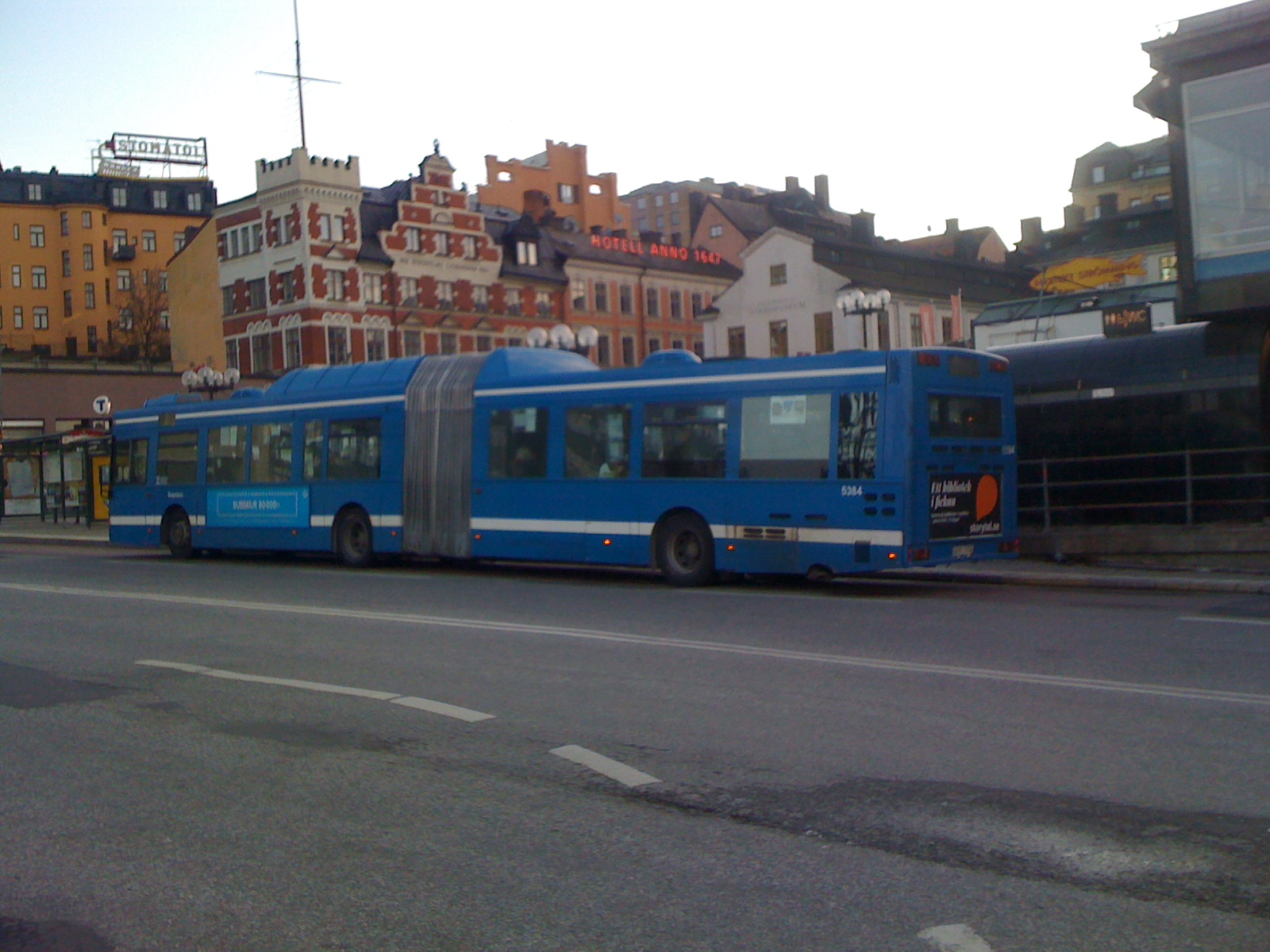
Baksidan av Volvo B10LA.
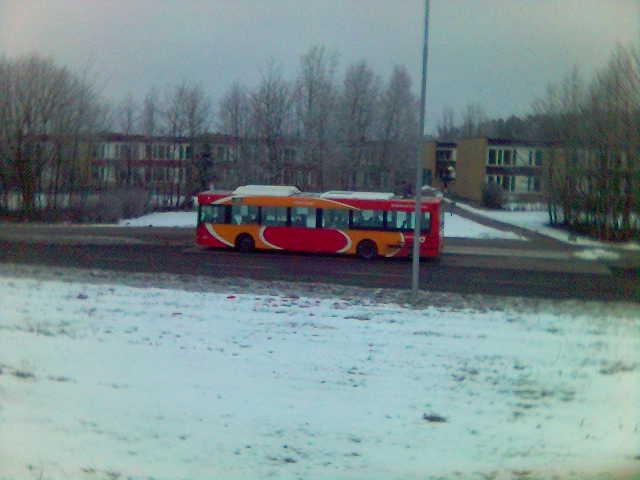
Biogasdriven Volvo B10L som stadsbuss i Linköping av tidigare årsmodell (med den lilla gaskåpan).
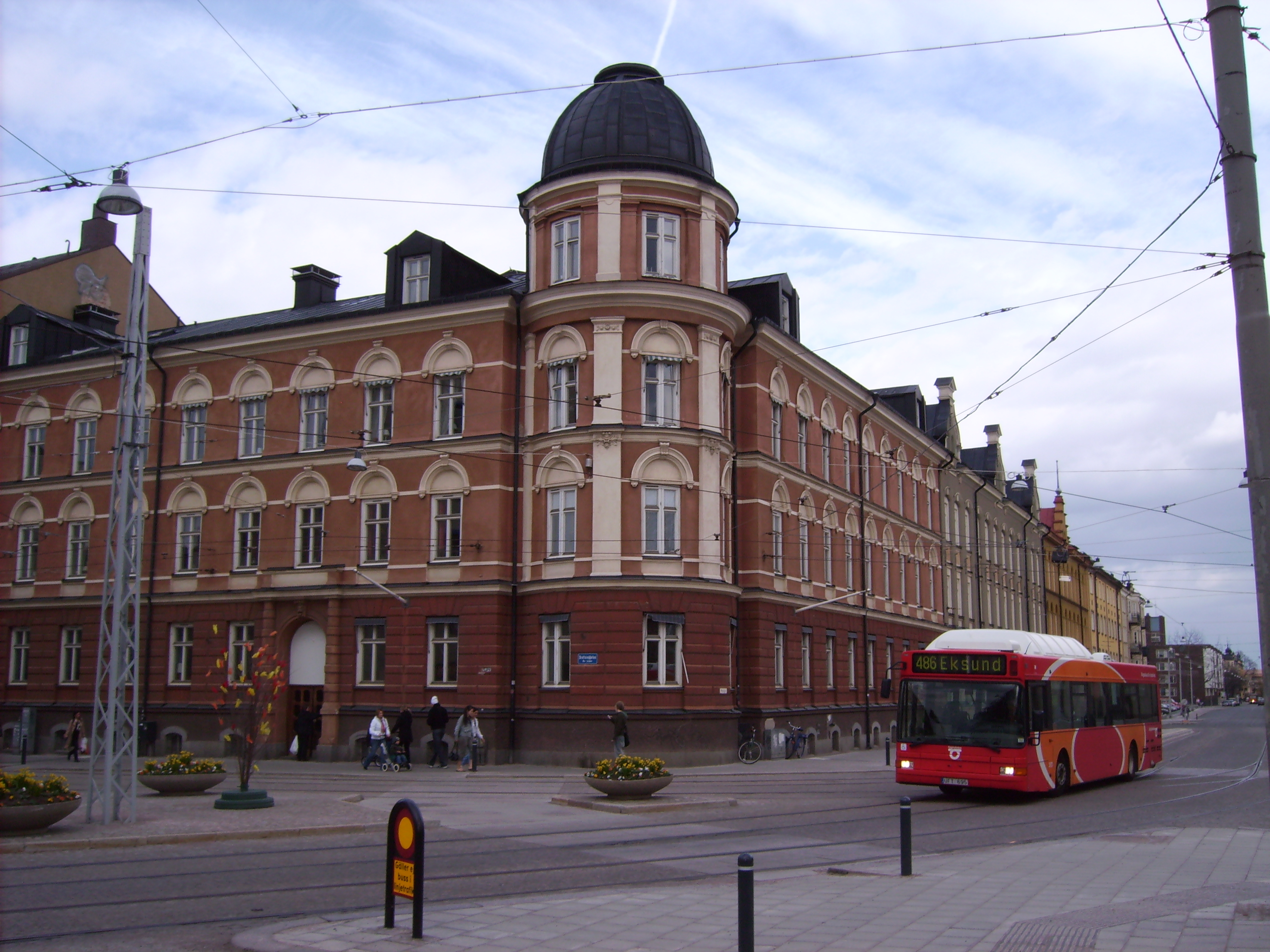
Biogasdriven Volvo B10L i Norrköping av senare årsmodell (med den större gaskåpan).
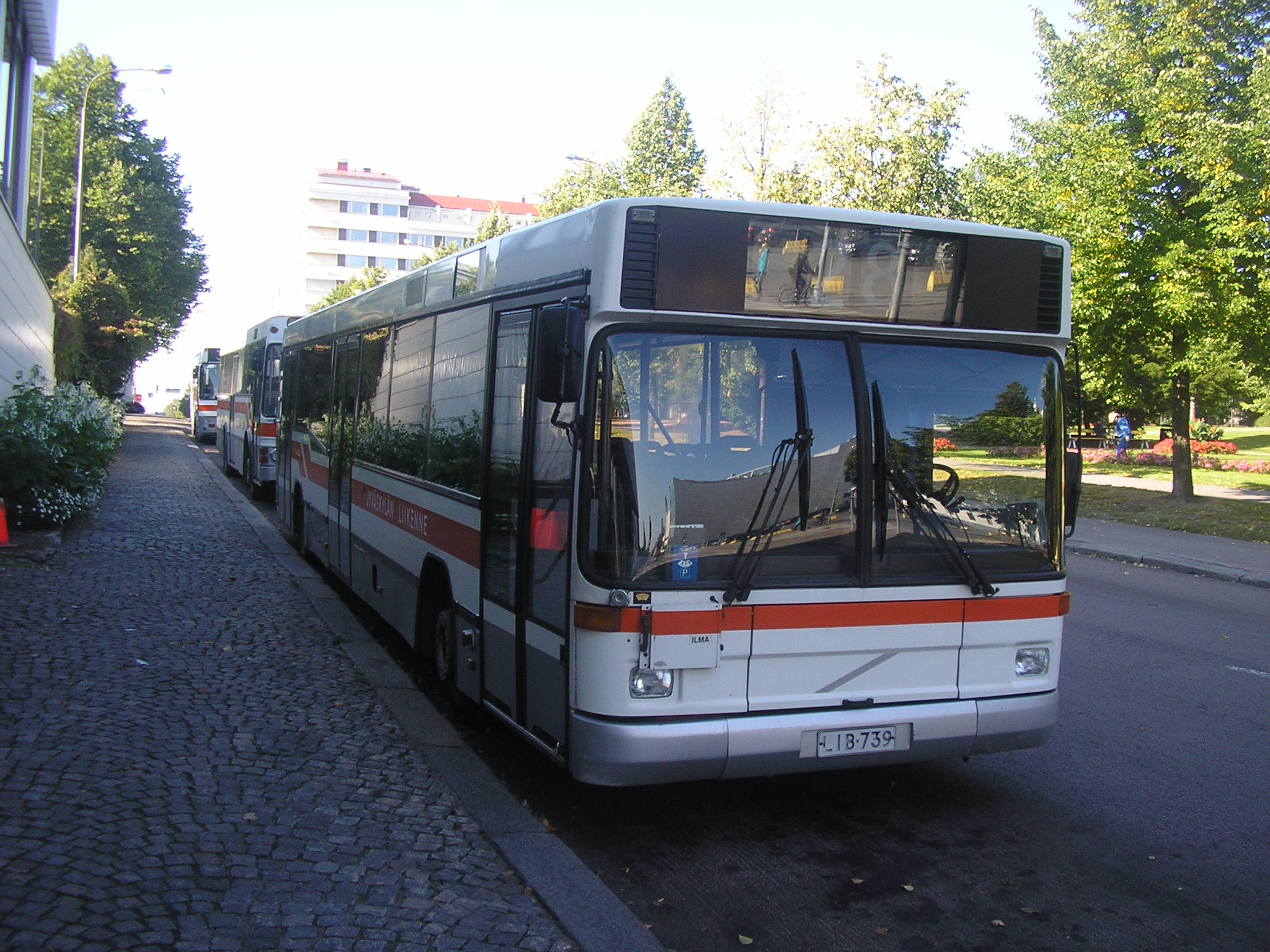
Volvo B10L med Carrus-kaross i Jyväskylä.